# 張鍈
張鍈（1445年—？），字聲遠，錦衣衛校籍浙江寧波府鄞縣人，明朝政治人物。

## 生平
順天府儒士，順天府鄉試第一百三十五名舉人。成化二十三年（1487年）中式丁未科會試第五十七名，三甲第二百二十三名進士。

## 家族
曾祖張泰齊，元冠帶儒士；祖父張羅；父張瑾，母邵氏；繼母李氏；繼母吳氏。具庆下。